# Flora Batava
Flora Batava is een geïllustreerd overzicht van alle planten die in Nederland in de negentiende eeuw inheems waren. In tegenstelling tot veel andere flora's bevat Flora Batava geen determinatiesleutels, en de soorten worden in schijnbaar arbitraire volgorde behandeld. Het werk is verschenen in afleveringen, die vervolgens tot delen gebonden moesten worden. In totaal zijn 461 afleveringen uitgegeven, met 2240 illustraties. Flora Batava werd in eerste instantie uitgegeven door Jan Christiaan Sepp. Zijn bedrijf, J.C. Sepp & Zn., gaf wetenschappelijke werken uit met zelfvervaardigde handgekleurde platen. Jan Kops schreef de teksten bij de eerste delen van Flora Batava. Na de dood van Sepp werd steeds minder geïnvesteerd in nieuwe uitgaven, maar Flora Batava werd voortgezet totdat J.C. Sepp & Zn. in 1868 werd opgeheven. Latere delen van de flora zijn uitgegeven door achtereenvolgens De Breuk & Smits in Leiden, Vincent Loosjes in Haarlem en Martinus Nijhoff in Den Haag.

## Illustraties

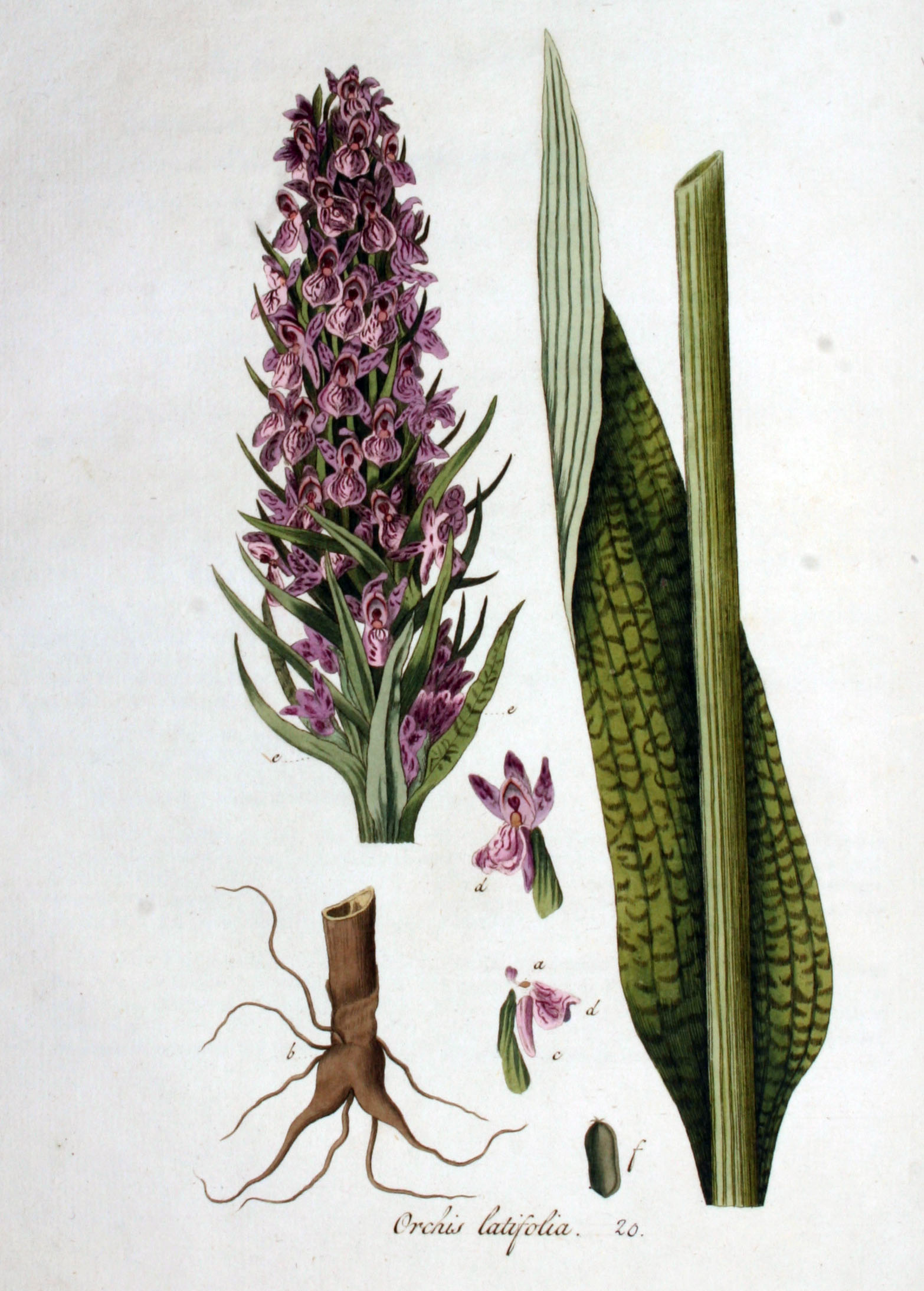
Orchis latifolia, ingekleurde kopergravure, Flora Batava, Volume 1 (1800), nu brede orchis (Dactylorhiza majalis)

De illustraties waren aanvankelijk kopergravures en later met de hand ingekleurde lithografieën, terwijl in de laatste vier delen meerkleurendruk werd gebruikt.

## Bibliografische betekenis
Het heeft 134 jaar geduurd voordat de flora af was. Door die lange looptijd laat dit werk bij uitstek de ontwikkelingen in druk-en illustratietechniek in de negentiende- en vroeg-twintigste-eeuwse boekproductie zien.

## Delen
| jaar | deel    | omvat                                | auteur(s)                                       |
| ---- | ------- | ------------------------------------ | ----------------------------------------------- |
| 1800 | Deel 1  | Afbeelding en beschrijving 1 - 80    | Jan Kops                                        |
| 1807 | Deel 2  | Afbeelding en beschrijving 81 - 160  | Jan Kops                                        |
| 1814 | Deel 3  | Afbeelding en beschrijving 161 - 240 | Jan Kops                                        |
| 1822 | Deel 4  | Afbeelding en beschrijving 241-320   | Jan Kops                                        |
| 1828 | Deel 5  | Afbeelding en beschrijving 321-400   | Jan Kops en H.C. van Hall                       |
| 1832 | Deel 6  | Afbeelding en beschrijving 401-480   | Jan Kops en H.C. van Hall                       |
| 1836 | Deel 7  | Afbeelding en beschrijving 481-560   | Jan Kops en H.C. van Hall                       |
| 1844 | Deel 8  | Afbeelding en beschrijving 561-640   | Jan Kops en H.C. van Hall                       |
| 1846 | Deel 9  | Afbeelding en beschrijving 641-720   | Jan Kops en J.E. van der Trappen                |
| 1849 | Deel 10 | Afbeelding en beschrijving 721-800   | Jan Kops en J.E. van der Trappen                |
| 1853 | Deel 11 | Afbeelding en beschrijving 801-880   | P.M.E. Gevers Deynoot (vanaf plaat 836)         |
| 1865 | Deel 12 | Afbeelding en beschrijving 881-960   | F.A. Hartsen                                    |
| 1868 | Deel 13 | Afbeelding en beschrijving 961-1040  | F.A. Hartsen (tot plaat 1026) en F.W. van Eeden |
| 1872 | Deel 14 | Afbeelding en beschrijving 1041-1120 | F.W. van Eeden                                  |
| 1877 | Deel 15 | Afbeelding en beschrijving 1121-1200 | F.W. van Eeden                                  |
| 1881 | Deel 16 | Afbeelding en beschrijving 1201-1280 | F.W. van Eeden                                  |
| 1885 | Deel 17 | Afbeelding en beschrijving 1281-1360 | F.W. van Eeden                                  |
| 1889 | Deel 18 | Afbeelding en beschrijving 1361-1440 | F.W. van Eeden                                  |
| 1893 | Deel 19 | Afbeelding en beschrijving 1441-1520 | F.W. van Eeden                                  |
| 1898 | Deel 20 | Afbeelding en beschrijving 1521-1600 | F.W. van Eeden                                  |
| 1901 | Deel 21 | Afbeelding en beschrijving 1601-1680 | L. Vuyck                                        |
| 1906 | Deel 22 | Afbeelding en beschrijving 1681-1760 | L. Vuyck                                        |
| 1911 | Deel 23 | Afbeelding en beschrijving 1761-1840 | L. Vuyck                                        |
| 1915 | Deel 24 | Afbeelding en beschrijving 1841-1920 | L. Vuyck                                        |
| 1920 | Deel 25 | Afbeelding en beschrijving 1921-2000 | L. Vuyck                                        |
| 1924 | Deel 26 | Afbeelding en beschrijving 2001-2080 | L. Vuyck                                        |
| 1930 | Deel 27 | Afbeelding en beschrijving 2081-2160 | L. Vuyck                                        |
| 1934 | Deel 28 | Afbeelding en beschrijving 2161-2240 | W.J. Lütjeharms, en A. de Wever                 |

## Voetnoten
1. ↑  Van Delft, 1998